# 提督の決断
『提督の決断』（ていとくのけつだん）は、1989年9月21日に日本の光栄から発売されたPC-9801用戦略シミュレーションゲーム。
第二次世界大戦を題材にした「WWIIゲームシリーズ」の第1作であり、『提督の決断シリーズ』の第1作。プレイヤーは連合艦隊司令長官、または太平洋艦隊司令長官となり、戦略・戦術の司令を行う。シナリオにより勝利条件が異なるが、基本的に48ヶ所ある全ての基地を攻略、または敵艦船を全滅させることでゲームクリアとなる。
開発は光栄が行い、プロデューサーおよびシナリオはシブサワ・コウ、音楽は作曲家の宮川泰が担当している。
1990年にFM TOWNS、X68000、PC-8801などの日本国産パソコンに移植された他、1991年にMSX2、1992年にはスーパーファミコンおよびメガドライブに移植され、同2機種版は北米において『P.T.O.』のタイトルで発売された。スーパーファミコン版では、将兵に休暇を与えて疲労度を軽減する「慰労」のコマンドが「休暇」に変更された他、機種によっては画像やBGMが一部簡略化されたり、削除されている。BGMの海戦はループが非常に長く16ビットPC、空戦は16ビットPCとSFCに存在。また、PC版付属のカタログには、FM-Rなど国内マイナーPCの多くに移植されていた事が紹介されている。

## ゲーム内容

### システム
コマンド
移動画面にて4時間に一度のコマンド入力、戦闘画面はHEX戦にてゲームを進めていく。プレイヤーが操作できるのは基本的に第一艦隊のみで、第二艦隊以降はコンピュータが操作する（ただし、基地停泊時はプレイヤーが操作）。第一艦隊が出航もしくは母港に帰港した際に戦果の判定がなされ、それに応じて国民士気が変動し、戦局に様々な影響を与える。第一艦隊が基地に寄港中は、コマンド入力が毎日昼12時の1回のみとなる。
補給・輸送
太平洋戦争のシミュレーションとして見た場合、特に南方最前線の激戦地への補給がコマンド一つで一瞬にして完了する（ただし、次の補給可能日までは補給できないようになっており、たとえば、日本からラバウルへの次回補給可能日が25日と、遠方へ行くにつれて間隔が長期になる。また、遠方への補給では数%-数十%の損失が発生し、敵基地が補給線のネットワークにつながっていると、更に損失率が高くなる）ことや、航空機や輸送船が1日で何百機・何百隻も生産が可能なことなど、補給・生産などの面で不自然な部分もある。ただし、輸送艦への攻撃は可能であり、石油や鋼材を産出する基地の輸送艦が不足すると本国に持ち込まれる石油・鋼材が減るなど、通商破壊も一応実装されている。
艦種
艦種は正規空母、軽空母、弩級戦艦、戦艦、巡洋艦、駆逐艦、潜水艦、燃料輸送船、兵員輸送船であり、このうち正規空母、戦艦、巡洋艦、駆逐艦、潜水艦は、技術力を向上させることで新型艦船として建造することもできるようになる。
艦名
登場する艦船名は固定のため、後半新型艦船が開発される頃になると艦船名が足りなくなる事態が頻繁に発生し、戦艦「伊19」や正規空母「秋月」といった、実歴史の命名基準から外れた艦船が建造される事がある。アメリカが史実上で太平洋戦争前期に沈没した「レキシントン」「ヨークタウン」「ワスプ」「ホーネット」の艦名を、すぐに新造のエセックス級航空母艦に再利用したため、本ゲーム中に登場するこの4隻のエセックス級空母は名前が重複してしまうことを防ぐため、CV-10といったハルナンバー（艦籍番号）表記になっている。また、総数も固定されているため、日本でプレイする場合に艦船総数を増やすためには、イギリス、オランダ、オーストラリアを同盟国にする以外にはない（同盟国にすると、自動的に各国の艦船が連合艦隊に組み込まれる）。この場合も、潜水艦「ロイヤル・ソブリン」などが建造されるケースもしばしば見られる。また、現役の艦艇も艦船改修コマンドの実行により、戦艦は正規空母に、巡洋艦は軽空母に、駆逐艦は潜水艦に（逆も可）改修可能で、これにより空母「長門」や、戦艦「赤城」といった改装も可能である。
運
また、各艦に固有の「運」値が設定されており（この「運」は艦船一覧画面で確認可能）、運の低い艦船は砲撃や爆撃を受けた際に被弾率が高く、かつ、火災発生時の消火成功率が低下し、沈没の可能性が高まる。この運設定は、史実上で短命に終わった艦は悪く（低く）設定され、逆に激戦を戦い抜いたり、戦没せず生き残った艦は、運が良く（高く）設定されている（日本では、駆逐艦「雪風」、アメリカでは正規空母「エンタープライズ」が運のパラメータが99となっている）。
航空機
航空機に関しては、戦闘機・雷爆撃機・偵察機・新型戦闘機・長距離爆撃機のみとなっている。零式艦上戦闘機や雷電、F4U コルセアなど、細かい機種分けは無い。このうち新型戦闘機と長距離爆撃機については、技術力が一定のレベルに達しないと生産できない。
新型兵器
対地兵器としてロケット弾も存在するが、こちらも技術レベルが一定に達しないと生産できない。電探なども技術力向上により開発・装備可能である。（詳細は「新兵器開発」の項目参照）

### 提督
- 本作品には各陣営とも最大20名の海軍提督が登場し、プレイヤーが操作することができる。後期のシナリオでは史実ですでに戦死している提督は登場しない。なおゲーム中の提督に寿命は設定されていないため、史実で自然死もしくは病死した提督は、その死亡日以降もゲーム中に存在し続ける。
- 提督には、「艦船」「航空」「作戦」「勇猛」「経験」という5つのパラメータが設定されており、「経験」以外の4つのパラメータの合計値は各提督とも同じで、スロットにより配分される。「経験」は会議出席、戦闘などで1ずつ上昇し、各パラメータのすべてに加算される（艦船50・航空20、そして、経験10の場合、艦船50+10、航空20+10となる）。
- 戦闘、自沈にかかわらず、艦隊旗艦の沈没時に提督が死亡することがある。
- 提督の艦隊指揮官任命・交代は、例え母港より遠方に位置していようが、ただちに完了する。
- 上述のとおり各陣営の提督数は最大で20名の枠があるため、日本軍プレイ中にイギリスやオランダを中立化させたうえで日本の同盟国にした場合、同盟国の提督が提督人数の枠からあぶれてしまい登場しなくなることがある。

### 外交
以下の国々が設定されており、外交交渉が可能である。枢軸国・連合国・中立国はキャンペーンシナリオの初期状態を示す。
枢軸国
- ドイツ - すべての技術力が高く、特に機関・航空機・電気技術力が高い。提督、艦ともに登場しない。1945年5月4日12時の時点で連合国陣営にいない場合は、強制イベントにより連合国に属することになる。
- イタリア - 機関技術力が若干高い。提督、艦ともに登場しない。1943年9月8日12時の時点で連合国陣営にいない場合は、強制イベントにより連合国に属することになる。

連合国
- イギリス - すべての技術力が平均的に高く、特に航空機・電気技術力が高い。提督、艦ともに登場する。
- フランス - すべての技術力がやや低い。提督、艦ともに登場しない。
- オランダ - すべての技術力が低い。提督、艦ともに登場する。
- オーストラリア - すべての技術力が低い。提督は登場しないが、艦は登場する。
- インド - すべての技術力が低い。提督、艦ともに登場しない。

中立国
- 中国 - すべての技術力が低い。提督、艦ともに登場しない。1941年12月11日12時の時点で時点で中立国の場合は、強制イベントにより連合国に属することになる。
- タイ - すべての技術力が低い。提督、艦ともに登場しない。
- スウェーデン - すべての技術力が低い。提督、艦ともに登場しない。日本、あるいは連合国のどちらの陣営であっても、同盟を締結することは出来ない。
- スイス - すべての技術力がやや低い。提督、艦ともに登場しない。日本、あるいは連合国のどちらの陣営であっても、同盟を締結することは出来ない。
- ソビエト - すべての技術力が高く、特に砲熕技術力、鋼材技術力が高い。提督、艦ともに登場しない。1945年8月8日12時の時点で中立国の場合は、強制イベントにより連合国に属することになる。
- ブラジル - すべての技術力が低いが、鋼材技術力だけやや高い。提督、艦ともに登場しない。

同盟国および中立国に対しては、第1艦隊が母港に帰港しているときのみ、「技術供与要請」「兵器供与要請」「同盟」「外交団招待」の4つの外交交渉を行うことができる。成功の可否は、プレイヤー国と外交相手との友好度に左右される。同盟を成功させるには「外交団招待」を実施し交渉対象国の外交団からの要請を受諾して友好度を高める必要がある。「同盟」に成功すると情報収集力が増えるほか、イギリス、オランダ、オーストラリアについてはその国の基地、艦船、提督を自国側に組み入れることが可能となる。敵対勢力に属する国を中立化させるには、各国が領有している基地、敵母港あるいは敵本土基地において基地住民の扇動を成功させ、敵対勢力との友好度を低下させる必要がある。

### 艦船
本作には実在した艦船が登場する。艦船には下記能力値が振られる。
- 対艦 - 艦対艦、艦対地の攻撃力。
- 対空 - 艦対空の攻撃力。
- 装甲 - 艦の耐久力。ゼロになると沈没する。
- 速度 - 艦の最大速度。ゼロになった艦が艦対に存在すると艦隊が動かなくなり、艦を放置するか処分（自沈）するしかない。また速度を上げると燃料消費が増える。目安となる巡航速度は、艦隊の最大速度の半分に設定されている。
- 搭載 - 正規空母、軽空母、新型空母には戦闘機、雷爆機またはロケット弾、偵察機を搭載でき、弩級戦艦、戦艦、巡洋艦、新型戦艦、新型巡洋艦、新型潜水艦にはロケット弾と偵察機を搭載可能。
- 兵員 - 正規空母、軽空母、新型空母、弩級戦艦、戦艦、新型戦艦、巡洋艦、新型巡洋艦には兵員を搭載できる。
- 艦練 - 艦の練度。艦対艦、艦対地、艦対空すべてに影響する。訓練または実戦にて上昇する。これが低い場合、航行中に艦の衝突事故が発生する可能性が高まる。全体マップでロケット弾攻撃を実施した際の命中率にも影響する。
- 空練 - 搭載する航空機の練度。 訓練または実戦にて上昇する。航空母艦の空練はおもに戦闘機・雷爆機であるが、戦艦や巡洋艦の場合は索敵を行うことで、偵察機の練度が上昇し敵を発見しやすくなる。
- 運 - 被弾、火災の発生、沈没に影響。

練度
艦練と空練の2つの練度が存在する。練度が高いと戦闘による攻撃力・命中率とも上がるうえに、防御力も向上し被弾率も下がる。逆に練度が低い序盤はほとんど当たらず、航空機などは大損害を受けることもある。また航空母艦の艦載機を入れ替え・補充を行うと空練が著しく低下する。例えば航空母艦に満載している練度99の戦闘機を、すべて雷爆機に入れ替えると空練はゼロになる。
訓練
第1艦隊のみ「訓練」コマンドが有り艦練と空練を実施出来るが、1回の訓練による上昇値は非常に低いうえに、艦船によっては大量の燃料を消費するため非効率である。一方で実戦を経験すると練度がある程度上昇するため、第1艦隊以外の艦隊は実戦が訓練となる。

### 艦隊
- 1艦隊は最大で16隻までの戦闘艦、4隻までの兵員輸送船、4隻までの燃料輸送船で構成される。
- 日本側、連合国側とも16艦隊まで編成可能である。
- 艦隊は基地だけでなく、洋上でも分離・合流可能である。
- 洋上で燃料が尽きると、洋上合流で他の艦隊から燃料を補給しない限り、移動もできず、かつ徐々に艦隊士気が下がりつつ艦隊疲労度が上がってゆき、疲労度が100になるとその艦隊は消滅する（洋上修理という概念は当ゲームにはない）。その艦隊が第1艦隊の場合、ゲームオーバーとなる。ただし、これはコンピュータが操作している陣営には適用されない。コンピュータが操作している陣営の艦隊の燃料が尽きた場合、あるいは艦隊速度が0ノットになった場合は自動的に母港に再配置される。したがって、コンピュータ側はネットワークが繋がるように基地攻略を仕掛けてくることはなく、その艦隊の航続距離の範囲内でランダムに攻略拠点を決めている。
- 最高速度の半分が巡航速度（兵員あるいは燃料輸送船の巡航速度は10ノット）に設定されている。巡航速度を超えて航行した場合には燃料の消費が激しくなる。
- 移動中の艦同士が衝突事故を起こし、装甲値が低下することがある。衝突によって装甲値が0となった艦は沈没する。衝突事故を起こした場合は次のコマンド入力時刻までその地点で一旦停止する。
- 南方海域を航行する場合には伝染病が発生する場合があり、基地へ寄港し慰労するか、伝染病が発生した艦船を洋上で自沈させないと回復しない。放置すると艦隊疲労度が急激に上昇していく。伝染病が発生している艦が基地に寄港すると、寄港した基地の耐久度・防御力が半減する。
- 補給を行うことで、洋上で疲労を低下させる特別食が10食分積載される。

### 艦隊戦
- 艦隊戦には、艦隊対艦隊、艦隊対航空隊の2タイプがある。
- 艦隊戦には艦隊に所属する全ての艦船が参加するが、コンシューマ版にあっては攻撃を仕掛けた側の燃料輸送船が参加しない。
- 両陣営とも、敵側に航空機や潜水艦が参加している場合には、艦隊戦から艦を離脱させることができない。
- 艦船の配置は、洋上コマンドで隊形を組んでおけば、その隊形通りの配置となる。ただし、一度戦闘が発生すると隊形を組み直さない限り、次の戦闘からはランダム配置となる。
- 潜水艦に対しては、巡洋艦および駆逐艦の爆雷、潜水艦の魚雷しか攻撃方法はない。
- 夜間戦闘においては、電波照準器を装備していない水上艦は、隣接ヘックスにしか攻撃できない。

### 基地

#### 基地コマンド
艦隊が基地に寄港中は毎日12時に基地コマンドを実行できる。母港と一般基地で実行できるコマンドが異なる。PC版とコンシューマ版ではレイアウトやコマンド内容が若干異なる。
港湾
- 補給 - 寄港中の任意の艦隊に任意の燃料・上陸兵を補給する。母港の場合は陣営の備蓄から、その他の基地では基地の備蓄から補給が行われる。補給量に比例して補給に要する日数が増大する。航空機とロケット弾の補給は母港でのみ可能。
- 出港 - 基地に寄港中の任意の艦隊を出航させる。
- 慰労（休暇） - 任意の艦隊に3-20日間慰労させ疲労度を減少させる。艦隊の疲労度は基地にいるだけでも減少するが、慰労（休暇）を実施した艦隊は疲労度がさらに大きく減少する。
- 非常召集 - 慰労（休暇）中の艦隊の休暇を取り消す。艦隊士気が減少し、疲労度が増大する。このコマンドを実施しても即日出港は出来ない。
- 機雷敷設 - 1日に1個ずつ、計3個までの機雷を基地マップに敷設できる。基地の備蓄資材を消費する。
- 機雷撤去 - 1日に1個ずつ、敷設済みの機雷を撤去できる。
- 機雷位置 - 敷設済みの機雷位置を確認できる。位置の変更はできず、変更するには撤去・敷設を行うしかない。

待機
- 「1日」「補給終了」「修理終了」「指定日数」から選択できる。「待機解除」にて他基地を待機解除もできる。すべての基地で長期待機中は、いずれかの基地の待機が解除されなければ解除できない。

修理（工廠）
母港であれば応急修理か完全修理かを選択できる。母港以外の修理能力のある基地（シンガポールやトラックなど）では応急修理のみ可能。修理能力のない基地では項目自体が出てこない（または選択できない）。
- 応急修理 - 艦のパラメータを1項目だけ上昇させることができる。完全修理よりも資材の消費量が多く、上限値までの回復が行えないことがある。修理に使用する資材は、母港にあっては陣営の備蓄を、母港以外の基地にあっては基地の備蓄を使用する。
- 完全修理 - 母港のみ可能。その時点の陣営の技術力に応じた最高値までパラメータを引き上げることが可能である。応急修理よりも消費する資材量が少ない。艦船数や修理内容により1ヶ月単位で工期が加算されるが、例えば月末でも月初でも1ヶ月となるため、例えば1月31日に1ヶ月の完全修理を行えば、翌日の2月1日には完了する。
- 艦船改修 - 艦船の艦種を変更できる。母港のみ可能。どの艦種をどのように改修できるかは下表の組み合わせによる。

| 改修前の艦種 | 改修後の艦種 「○」は改修可、「△」はPC版のみ改修可、「×」は改修不可 | 改修後の艦種 「○」は改修可、「△」はPC版のみ改修可、「×」は改修不可 | 改修後の艦種 「○」は改修可、「△」はPC版のみ改修可、「×」は改修不可 | 改修後の艦種 「○」は改修可、「△」はPC版のみ改修可、「×」は改修不可 | 改修後の艦種 「○」は改修可、「△」はPC版のみ改修可、「×」は改修不可 | 改修後の艦種 「○」は改修可、「△」はPC版のみ改修可、「×」は改修不可 | 改修後の艦種 「○」は改修可、「△」はPC版のみ改修可、「×」は改修不可 | 改修後の艦種 「○」は改修可、「△」はPC版のみ改修可、「×」は改修不可 | 改修後の艦種 「○」は改修可、「△」はPC版のみ改修可、「×」は改修不可 | 改修後の艦種 「○」は改修可、「△」はPC版のみ改修可、「×」は改修不可 | 改修後の艦種 「○」は改修可、「△」はPC版のみ改修可、「×」は改修不可 | 改修後の艦種 「○」は改修可、「△」はPC版のみ改修可、「×」は改修不可 |
| 改修前の艦種 | 正規空母                                                           | 軽空母                                                             | 弩級戦艦                                                           | 戦艦                                                               | 巡洋艦                                                             | 駆逐艦                                                             | 潜水艦                                                             | 新型空母                                                           | 新型戦艦                                                           | 新型巡洋艦                                                         | 新型駆逐艦                                                         | 新型潜水艦                                                         |
| ------------ | ------------------------------------------------------------------ | ------------------------------------------------------------------ | ------------------------------------------------------------------ | ------------------------------------------------------------------ | ------------------------------------------------------------------ | ------------------------------------------------------------------ | ------------------------------------------------------------------ | ------------------------------------------------------------------ | ------------------------------------------------------------------ | ------------------------------------------------------------------ | ------------------------------------------------------------------ | ------------------------------------------------------------------ |
| 正規空母     | ×                                                                  | ×                                                                  | ×                                                                  | ○                                                                  | ×                                                                  | ×                                                                  | ×                                                                  | ×                                                                  | ×                                                                  | ×                                                                  | ×                                                                  | ×                                                                  |
| 軽空母       | ×                                                                  | ×                                                                  | ×                                                                  | ×                                                                  | ○                                                                  | ×                                                                  | ×                                                                  | ×                                                                  | ×                                                                  | ×                                                                  | ×                                                                  | ×                                                                  |
| 弩級戦艦     | ○                                                                  | ×                                                                  | ×                                                                  | ×                                                                  | ×                                                                  | ×                                                                  | ×                                                                  | ×                                                                  | ×                                                                  | ×                                                                  | ×                                                                  | ×                                                                  |
| 戦艦         | ○                                                                  | ×                                                                  | ×                                                                  | ×                                                                  | ×                                                                  | ×                                                                  | ×                                                                  | ×                                                                  | ×                                                                  | ×                                                                  | ×                                                                  | ×                                                                  |
| 巡洋艦       | ×                                                                  | ○                                                                  | ×                                                                  | ×                                                                  | ×                                                                  | ×                                                                  | ×                                                                  | ×                                                                  | ×                                                                  | ×                                                                  | ×                                                                  | ×                                                                  |
| 駆逐艦       | ×                                                                  | ×                                                                  | ×                                                                  | ×                                                                  | ×                                                                  | ×                                                                  | △                                                                  | ×                                                                  | ×                                                                  | ×                                                                  | ×                                                                  | ×                                                                  |
| 潜水艦       | ×                                                                  | ×                                                                  | ×                                                                  | ×                                                                  | ×                                                                  | △                                                                  | ×                                                                  | ×                                                                  | ×                                                                  | ×                                                                  | ×                                                                  | ×                                                                  |
| 新型空母     | ×                                                                  | ×                                                                  | ×                                                                  | ○                                                                  | ×                                                                  | ×                                                                  | ×                                                                  | ×                                                                  | ×                                                                  | ×                                                                  | ×                                                                  | ×                                                                  |
| 新型戦艦     | ○                                                                  | ×                                                                  | ×                                                                  | ×                                                                  | ×                                                                  | ×                                                                  | ×                                                                  | ×                                                                  | ×                                                                  | ×                                                                  | ×                                                                  | ×                                                                  |
| 新型巡洋艦   | ×                                                                  | ○                                                                  | ×                                                                  | ×                                                                  | ×                                                                  | ×                                                                  | ×                                                                  | ×                                                                  | ×                                                                  | ×                                                                  | ×                                                                  | ×                                                                  |
| 新型駆逐艦   | ×                                                                  | ×                                                                  | ×                                                                  | ×                                                                  | ×                                                                  | ×                                                                  | △                                                                  | ×                                                                  | ×                                                                  | ×                                                                  | ×                                                                  | ×                                                                  |
| 新型潜水艦   | ×                                                                  | ×                                                                  | ×                                                                  | ×                                                                  | ×                                                                  | △                                                                  | ×                                                                  | ×                                                                  | ×                                                                  | ×                                                                  | ×                                                                  | ×                                                                  |

- 艦船建造 - 新たに艦船を建造できるが、艦船数の枠が決まっているため、撃沈または自沈した艦船が無いとできない。燃料・資材・工業力を消費する。最低で6ヶ月、最長で24ヶ月の間で建造期間を指定することができるが、期間が短いほど工業力の消費量が増える。
- 新型機 - 航空母艦に新型機搭載のための改修を行う。現在の搭載機数の分だけ資材を消費する。新型機搭載の改修をした空母は、在来型の戦闘機を搭載することができなくなってしまうほか、在来型戦闘機の搭載艦に戻すこともできない。
- ロケット弾 - 正規空母、軽空母、弩級戦艦、戦艦、巡洋艦、新型空母、新型戦艦、新型巡洋艦、新型潜水艦にロケット弾搭載のための改修を行う。ロケット弾搭載の改修をした正規空母、軽空母、新型空母は、雷爆機を搭載することができなくなってしまうほか、雷爆機の搭載艦に戻すこともできない。特殊な例として、ロケット弾搭載艦にした戦艦や巡洋艦を航空母艦に改造した場合は、雷爆機の搭載ができない航空母艦になってしまう。

命令
- 艦隊 - 出航中の艦隊に命令を下す。寄港中の艦隊には指定できない。
- 基地 - 支配下の基地に対して、補給を行う。また基地の索敵情報も確認出来る。
- 艦隊編成
  - 寄港中艦隊 - 寄港中の艦隊を「合流」「分離」できる。母港のみ「新規」艦隊編成、予備艦船に「除艦」、「輸送」船の増減が可能。
  - 洋上艦隊 - 出航中の艦隊を「合流」「分離」できる。第1艦隊、および第1艦隊寄港中の基地のみ可能。
- 艦船処分 - 寄港中・洋上の艦船を自沈処分する。第1艦隊、および第1艦隊寄港中の基地のみ可能。本作には洋上修理や曳航の概念が無く洋上で速度がゼロになった艦は動かすことが出来ないため、自沈処分するか放置するしかない。自沈処分を行っても「沈没艦船」扱いとなるため評価点に影響する。

情報
- 無線封止 - 無線報告の有無を選択する。
- 敵作戦 - 敵国の作戦目標を表示させる。国力の「情報」が高いと把握できるが、低いと把握できず1ターンが終了する。
- 工作員 - 工作員を潜入させている敵基地の情報が閲覧可能。
- 戦果 - 敵・味方の「現存艦船」と「沈没艦船」を確認できる。第1艦隊が母港に寄港し評価が終了すると沈没艦船の情報がリセットされるため、過去に撃沈した艦船を確認できなくなる。
- 報告義務 - 敵潜水艦の発見報告義務を艦隊に指示する。
- 艦隊表示 - 大地図に位置を表示する艦隊を選択する。

資料
- 国力 - 自国の国力を確認できる。
- 人材 - 自国の提督の能力と顔グラフィックを確認できる。
- 他国 - 日本・米国以外の国の友好度や技術力を確認できる。
- 艦船 - 「修理中艦船」「建造中艦船」「予備艦船」の名前とグラフィックを確認できる。艦船能力は確認できない。
- 基地 - 敵・味方すべての基地の基礎情報を確認できる。基地配備の兵器や兵員情報は確認できない。
- 作戦目標 - 自国の作戦目標を確認できる。
- 勝利条件 - 勝利（ゲームクリア）条件を確認できる。

会議
母港に第1艦隊が寄港中のみ「会議」が行える。それ以外の基地は「軍政」のみ可能。全ての会議・軍政において、海軍の戦果（前回評価点）・参加提督の「作戦」能力が低いと、陸軍に反対されなかなか成功しない。
- 目標決定 - 作戦目標を3つまで指定・変更できる。敵国の基地攻略、および自国の基地防衛を選択する。第1艦隊が母港に寄港すると、この作戦目標の成功可否が評価され、達成すると翌日12時の基地コマンドで陸軍が自動的に作戦会議を要求してくる。
- 兵器生産 - 航空機・ロケット弾・輸送船の生産を提案できる。予算1につき兵器1を生産可能。陸軍が賛成すると生産数の多寡に関係なく1日で生産が完了する。
- 国内政策 - 「産業育成」で工業力を増加できる。産業育成の場合は予算1で工業力が1上昇し、宣伝活動の場合は予算50で国民士気が１上昇する。工業力や国民士気が上昇すると毎月の予算が増えるほか、艦の修理や改修に要する期間が短くなる。
- 外交政策 - 「技術供与要請」「兵器供与要請」「同盟」「外交団招待」が可能。詳細は「外交」の項目参照。
- 基地政策 - 母港以外の基地に対して、後述する「軍政」が行える。
- 技術開発 - 国力の技術力を向上可能。予算50で技術力が1向上する。技術力の詳細は「国力パラメータ」の項目参照。
- 工作員 - 敵国の基地に対して工作員による活動を指示する。予算は必要なく無料で行える。成功すると基地の防御力などが下がり、他国の敵国に対する有効度が低下する場合もある。また「情報」コマンドで潜入中の基地情報が閲覧できる。

軍政
いずれも本土基地以外の、人口が1以上の基地でのみ実行できる。
- 兵員供出要求 - 人口を上限とする範囲で兵員が徴兵されて基地の守備兵員に加わる。住民友好度が低下する。
- 資材供出要求 - 基地の備蓄資材が増加し、住民友好度が低下する。
- 燃料供出要求 - コンシューマー版のみ。基地の備蓄燃料が増加し、住民友好度が低下する。
- 強制労働 - PC版のみ。人口に応じて基地の耐久度と防御力が回復し、住民友好度が低下する。基地の耐久度と防御力が既に上限に達している場合は、住民友好度のみ低下する。
- 食糧配布 - 基地の備蓄燃料を人口1につき300配分し、住民友好度を上昇させる。
- 待遇改善 - 基地の耐久度と武装度が低下し、住民友好度を上昇させる。

#### 基地イベント
- ゲリラによる攻撃 - 人口を持つ基地で住民の友好度が低い場合に発生することがあり、基地の兵員・耐久度・防御力が半減する。
- 工作員による破壊工作 - 敵国の工作員による工作が成功すると、基地の航空機、武装度、燃料、友好度のいずれかが減少する。また占領中の#各国の基地で破壊工作が行われると、その国の自国に対する友好度が低下する場合がある。
- 基地住民からの要求 - 人口を持つ基地で、食糧配布・待遇改善を要求される場合がある。要求を呑めば友好度が上がり、断れば低下する。友好度が低い基地では要求の受諾拒否に関係なくゲリラによる攻撃が行われる場合がある。

### 基地戦
- 基地戦には、艦隊による空爆、砲撃、上陸、ロケット弾攻撃の4タイプがある。ロケット弾攻撃では基地マップに移行することなく攻撃ができ、基地の耐久度と武装度を低下させることができる。
- 空爆による攻撃の場合、基地戦闘マップに基地兵員は参加しない。ただし、既に上陸兵が居る場合に限り、基地兵員が参加する。
- 砲撃、上陸を選択した場合には、その艦隊に所属する燃料輸送船以外の艦船が参加し、敵側に基地兵員が参加する。
- 敵側の航空機が参加している場合には、マップからの離脱ができない。
- 基地に艦隊が停泊している場合には、最大16隻までが戦闘に参加する。ただし、艦隊毎の参加ではなく、寄港中の全艦から戦艦（弩級戦艦および新型戦艦を含む）、巡洋艦（新型巡洋艦を含む）、駆逐艦（新型駆逐艦を含む）、潜水艦（新型潜水艦を含む）、空母（新型空母を含む）、軽空母の順に参加する。また、プレイヤー側第1艦隊が停泊している基地に攻撃が発生した場合であっても、プレイヤーは第1艦隊の所属艦を操作できない。
- 艦船の配置は、ランダム配置となる。
- 基地側の兵員は、基地兵力の半数（1未満の端数切り上げ）が戦闘に参加する。兵員は潜水艦以外の全ての艦船、航空機に攻撃可能である。
- 上陸側の兵員については、上陸直後の戦闘はプレイヤーが操作できるが、次の戦闘からは独自に行動する。敵味方ともに、出現させられる兵員ユニットの数は4が上限である。
- 基地戦闘の勝利条件は、「基地兵力および基地耐久力を0にし、上陸兵が都市・村落に進入すること」、もしくは「戦闘で基地兵力、基地耐久力、燃料をいずれも0にしたうえで、陸兵が都市または村落に進入すること」である。
- 夜間戦闘においては、電波照準器が装備されていない艦船は、隣接ヘックスにしか攻撃できない。
- コンピュータ側の機雷は戦闘の度に自動的に補充されるため、戦闘開始時には必ず機雷が3個設置されていることとなる。
- 防御側が基地戦を行う条件にない（基地耐久度・防御力が既に0になっており、上陸兵も居ない基地に空爆か砲撃を行うなど）場合は、基地戦の開始と同時に無条件に攻撃側の勝利・占領となる。

### 新兵器開発
技術力を向上させることで、新兵器が開発・生産可能となる。難易度を0に設定するとゲーム開始直後から生産・配備可能である（PC-9801版では選択不能）。
- 長距離爆撃機≪航空機技術力80以上≫

基地にしか配備できない。ネットワーク図で繋がっている敵基地およびネットワーク図で繋がっていないさらに遠方の敵基地に自動的に爆撃する。敵基地の防御力に多少のダメージを与える程度である。HEX戦においては新型戦闘機以外からは攻撃されない。
- 新型戦闘機≪航空機技術力95以上≫

ジェット戦闘機である。各基地および空母に配備可能だが、空母については新型戦闘機用に改造しないと搭載できない。従来の戦闘機に対して多大なアドバンテージがあり、雷爆撃機にも優勢で、新型戦闘機を直掩にあげれば、敵基地・敵空母からの空襲もほとんど脅威ではなくなる。唯一長距離爆撃機を攻撃できる手段である。また、洋上艦からの砲撃や上陸兵の攻撃ではなかなか減らせない敵基地守備兵に対しても、新型戦闘機は高い攻撃力によって簡単に駆逐可能。
- 電波探信儀≪電気技術力50以上≫

偵察機による索敵をせずとも昼夜問わず敵艦隊を発見できる可能性が高まる。ただし、発見できる半径は偵察機による索敵の2/3程度と狭い。
- 電波照準器≪電気技術力70以上≫

艦船に搭載すれば、夜間でも通常射程での砲撃ができる（電波照準器がないと夜間は隣接ヘックスにしか攻撃できない）。
- 新型艦船≪砲熕・鋼材・機関・電気の4技術力80以上≫

従来艦よりも優れた速力・攻撃力・防御力をもつ戦艦、空母、巡洋艦、駆逐艦、潜水艦を少ない鋼材と短い建造期間で建造できるようになる。特に潜水艦を新型にした場合、戦艦並みの装甲と駆逐艦並みの速度を持つことになるため、非常に守りの堅い水雷戦隊となる。ただし、新型艦船を建造するためには、自軍に撃沈された（または自沈した）艦船がないと実行できない。また、最短でも建造に6ヶ月必要。
- ロケット弾≪航空機技術力・電気技術力が80以上≫

海上から敵基地に対して（HEX戦マップに移行することなく）ロケット弾攻撃ができるようになり、敵基地の耐久度と武装度を下げることができる。
- 新型爆弾（原子爆弾）≪工業力3万を2度達成（98版は2万を一度達成でよい）+長距離爆撃機を開発し保有+その他≫

工業力5,000と3ヶ月の製造期間を使って新型爆弾を製造できる。連合国側は1944年（昭和19年）以降という制限がある。2発目を建造する際に、再度工業力を3万まで上げる必要はない。使用された基地のパラメータがすべて0となり、母港の場合は陥落する（PC-88版・PC-98版・X68000版・FM-TOWNS版・MSX2版のみ）。

### 新型爆弾
PC-88版・PC-98版・X68000版・FM-TOWNS版・MSX2版では、上記の開発条件を満たすと、「新型爆弾」が生産できるようになる。この兵器は使用すると敵拠点を一撃で壊滅させることのできるほど強力なものだが、爆撃できる基地は、新型爆弾所有段階で、長距離爆撃機による攻撃ができる基地である。投下された基地は全てのパラメータが0となり、回復もしないが占領はできる。敵側の最後の基地に投下した場合、そのままエンディングとなる。
スーパーファミコン・メガドライブに移植された際は、開発要件を満たしても、出現しない兵器となった。

## 設定

### シナリオ
1. 日米交渉決裂
2. 真珠湾攻撃
3. 珊瑚海海戦
4. ミッドウェー海戦
5. ソロモン海戦
6. 南太平洋海戦
7. マリアナ沖海戦
8. 比島沖海戦
9. 大和特攻

キャンペーンシナリオ・ショートシナリオの別は明記されていないが、実質的に「日米交渉決裂」がキャンペーン、他がショートシナリオである。ショートシナリオの目標達成後は引き続きキャンペーンゲームとしてプレイできる。
「日米交渉決裂」の勝利条件は、「1.母港となる全ての港の占領」「2.敵国全艦船の撃沈」である。1.については内陸の拠点（重慶など）は占領しなくても良いが、プレイ時に設定されている母港が陥落した場合、他の港に自動的に母港が移るようになっている（例えば、ハワイ陥落後は、サンフランシスコ→ロサンゼルス→ポートモレスビーと、移って行く）。2.については、建造中の艦船は含まれない。基本的に母港を攻撃すると敵艦隊の大部分を撃沈していくことになるので、敵国全艦船の撃沈のほうが先に達成されやすい。

### 国力

#### 主要国の特徴
- 日本

（キャンペーンゲームの初期値）
燃料備蓄：450,000、資材：180、国民士気：50、工業力：4,000、予算：500、情報収集力：20、砲煩技術力：65、鋼材技術力：60、機関技術力：45、航空機技術力：45、電気技術力：28、配備済み艦船数：74、予備艦船数：15、建造中艦船数：31
アメリカと比べると資源を算出する基地が少ないうえ備蓄も少なく、工業力が低い。艦隊は全てクレに集結している状態。
- アメリカ

（キャンペーンゲームの初期値）
燃料備蓄：1,500,000、資材：300、国民士気：40、工業力：10,000、予算：1000、情報収集力：30、砲煩技術力：60、鋼材技術力：60、機関技術力：40、航空機技術力：20、電気技術力：42、配備済み艦船数：33、予備艦船数：0、建造中艦船数：117
日本と比べると工業力が高く資源や資材の備蓄は多いが国民士気が低く、艦隊に配備された艦船数が日本と比べて少ないうえ艦隊が各地に散らばっている。提督と艦船の一部は同盟国であるイギリス、オーストラリア、オランダに帰属しているため、これらの国から同盟を破棄されると元同盟国の提督や艦船が離脱してしまう。

#### 国力パラメータ
- 情報 - 情報収集力。工作員による工作成功率に影響。中立国と同盟を締結すると上昇し、同盟を破棄されると減少する。なお日本軍プレイに限り、強制イベントにより発生するドイツとイタリアの陣営替えについては、情報のパラメータは変化しない。
- 砲煩 - 砲煩技術力。砲撃の命中率に影響するほか、各艦の「対艦」および「対空」の最大値に影響する。
- 鋼材 - 鋼材技術力。上昇させると艦船の「装甲」最大値が上がる。
- 機関 - 機関技術力。上昇させると艦船の「速度」最大値が上がる。また機関故障の発生確率に影響。
- 航空 - 航空機技術力。航空戦の命中率に影響。上昇させると長距離爆撃機、新型戦闘機が生産可能となる。
- 電気 - 電気技術力。上昇させると電波探信儀、電波照準器が生産可能になる。
- 士気 - 国民士気。上昇すると毎月1日に補填される予算と兵員数が増えるほか、新規艦隊を編成する際の艦隊士気が国民士気と同じ値になる。第1艦隊の母港寄港時の評価点が高いと上昇し、低いと低下する。また本土の基地にある村落マスや都市マスに対して敵の攻撃が命中すると低下することがある。
- 工業 - 工業力。増加すると予算が増える。艦船建造で消費する。毎月の増加は無く「産業育成」コマンドで増加する。本土の基地にある港マスや工場マスに対して敵の攻撃が命中すると低下することがある。
- 予算 - 資金。毎月1日に補填され、国民士気や工業力によって増減する。また大都市を支配することでも増加する。航空機の製造や技術力、工業力を増やす際に消費する。

アイコン表示パラメータ
- 資材 - 毎月1日に補填され、資源のある基地を支配することで増加する。艦船の建造、修理に用いる。また基地に資材・兵員を常備することで、基地の耐久・防御が自然に上昇する。各基地の資材を減らし、国力資材に集約も可能。
- 燃料 - 燃料備蓄。毎月1日に補填され、原油のある基地を支配することで増加する。艦隊の燃料、艦船建造、基地の備蓄燃料補填などに用いる。各基地の燃料を減らし、国力燃料に集約も可能。
- 兵器 - 航空母艦や基地に配備する予備の戦闘機・雷爆機・偵察機・新型戦闘機・ロケット弾・長距離爆撃機。「兵器生産」コマンドで予算を使い生産可能。会議で陸軍の賛成を得られれば、会議終了後に生産を終了する。
- 兵員 - 毎月1日に補填され、人口のある基地を支配し、かつ兵員輸送船を配置することで増加する。単位は兵員1で1個大隊。「基地政策」コマンドの「兵員供出要求」を人口のある基地で行うことも出来るが、微増でありかつ基地の有効度が下がる。
- 兵員輸送船 - 兵輸と略される。「兵器生産」コマンドで予算を使い生産可能。艦隊に配備する際は、1隻の兵員輸送船に10個大隊まで積載可能。基地に配備することで基地に対する兵員補給量が増加する。
- 燃料輸送船 - 燃輸と略される。「兵器生産」コマンドで予算を使い生産可能。艦隊に配備する際は、1隻の燃料輸送船に5,000まで積載可能。基地に配備することで基地からの燃料輸送量と基地に対する燃料補給量が増加する。

### 各国の基地
本作には48の実在した基地（都市）が登場する。下記に作中のとおりカタカナ表記で記載する。
宗主国の基地
（キャンペーンゲームの初期配置。本土基地は太字）
- 日本 - クレ（母港）、トウキョウ、ヨコスカ、サセボ、ナハ、イオウジマ、エトロフ、サイパン、テニアン、ヤップ、パラオ、マーカス、マーシャル、トラック、ソウル、タイペイ、タイナン
- 米国（連合国） - ハワイ（母港）、ロサンゼルス、サンフランシスコ、グアム、ミッドウェイ、ウェーキ、ガタルカナル、アッツ

各国の基地
下記の基地は、所属国と同盟を締結することで自国領土となる。
- イギリス - ホンコン、シンガポール、クアラルンプール、サンダカン、ポートモレスビー
- 中国 - ペキン、ダイレン、シャンハイ、ジュウケイ、ブカン、ナンキン
- オランダ - ジャカルタ、バンゼルマシン、マッカサル、ソロン、ビアク
- ソビエト - ウラジオストク、ノモンハン
- オーストラリア - ラエ、ラバウル
- タイ - バンコク
- フランス - ハノイ、サイゴン

これらの基地で住民扇動（住民がいない基地では実行不能）が成功すると、それぞれの国が属している同盟への友好度が低下する。敵側の母港や本土基地で住民扇動を成功させた場合には、敵側に属する同盟国のうちランダムで1国の友好度が低下する。同盟を結ばなくても、武力占領することはすべての基地に対して可能である。内陸地の基地についても、基地燃料を空爆または破壊工作によって0にした状態で、補給線で繋がっている基地からの攻撃情報が入れば、陥落となる（内陸基地であっても、空母艦載機からの空爆は可能である）。その際、攻撃を行った基地の兵員や資材の半分が陥落した基地へと移される。ただし、石油を産出する基地については、毎ターン燃料が自動的に備蓄されてしまうため、根気よく燃料を0にし続ける必要がある。

## 提督一覧（日本）
ゲームに搭乗する実在した提督の一覧と概説。名前は作中表記のまま記載。各人物の詳細はリンク先の記事を参照。
- 黒島亀人 - 開戦時、大佐。連合艦隊首席参謀兼第一艦隊首席参謀。軍令部第二部長に就任すると、海軍特攻を積極的に推進した。終戦時、少将。
- 古賀峰一 - 開戦時、中将。支那方面艦隊司令長官。翌年大将に昇進、横須賀鎮守府司令長官。山本の死後、後任の連合艦隊司令長官となり、ろ号作戦を発令し攻勢するも失敗、航空兵力を大きく失い守勢に転じた。パラオ-ダバオ間を移動中に消息を絶った（海軍乙事件）。
- 田中頼三 - 開戦時、少将。第二水雷戦隊司令官として転戦、部下からの信頼は厚かったが、鼠輸送中のルンガ沖夜戦での弱腰が批判され、戦隊司令官を解かれ左遷された。終戦時、中将。
- 豊田副武 - 開戦時、大将。呉鎮守府司令長官。古賀の後任で連合艦隊司令長官となる。終戦間際、最後の軍令部総長となる。徹底抗戦を訴えた。
- 南雲忠一 - 開戦時、中将。空母機動部隊を率いた。第一航空艦隊司令長官として真珠湾攻撃、ミッドウェー海戦に従事。第三艦隊司令長官として南太平洋海戦時には、第一航空戦隊がホーネットを撃沈するなど勝利に貢献。戦局が悪化すると中部太平洋方面艦隊司令長官としてサイパン島に着任。サイパンの戦いで戦陣訓の「生きて虜囚の辱を受けず」を将兵に訓示し玉砕・自決した。死後、大将に昇進。
- 西村祥治 - 開戦時、少将。第四水雷戦隊司令官。栗田の後任として第七戦隊司令官となり最上型重巡洋艦を率いて各地を転戦。中将昇進後、レイテ沖海戦にて山城を旗艦とする第二戦隊を指揮するが壊滅、山城と共に沈んだ。
- 山口多聞 - 開戦時、少将。第二航空戦隊司令官として真珠湾攻撃に従事。ミッドウェー海戦で旗艦「飛龍」が被弾すると、総員退艦させ艦とともに沈んだ。死後、中将に昇進。
- 有馬正文 - 開戦時、大佐。横須賀海軍航空隊副長。翌年「翔鶴」艦長として転戦。少将任官後、第26航空戦隊司令官となるが、戦局悪化の打開策として特攻を推進し、自ら一式陸攻に搭乗し特攻に向かい帰らぬ人となった。死後、中将に昇進。
- 伊藤整一 - 開戦時、中将。軍令部次長兼海軍大学校校長などを歴任。戦局悪化後、第二艦隊司令長官。大和による特攻（天一号作戦）が下令されると、無謀な作戦と訴えながらも出撃、坊ノ岬沖海戦にて大和と共に沈んだ。死後、大将に昇進。
- 井上成美 - 開戦時、中将。第四艦隊司令長官。各地を転戦後、海軍兵学校校長となり、機関科と兵科の一系化に尽力。海軍次官となり密かに終戦工作を行う。大将に昇進するも終戦を迎え、戦後は英語塾を開くが満足な月謝をとらず、生活に貧窮する中で死去した。
- 宇垣纏 - 開戦時、少将。連合艦隊参謀長（兼第1艦隊参謀長）として、様々な作戦を計画した。中将昇進、第一戦隊司令官、第五航空艦隊司令長官として沖縄戦を迎え、天一号作戦や航空機による特攻を指揮した。1945年8月15日の玉音放送後に彗星に搭乗し特攻を敢行し、行方不明。陣中日誌『戦藻録』が有名。
- 及川古志郎 - 開戦時、大将。戦前海軍大臣となるも、開戦直前の内閣総辞職で軍事参議官となる。一時、軍令部総長となるも、再び軍事参議官となり終戦を迎えた。戦後、中国国民党の軍事顧問団「白団」として活動した。
- 小沢治三郎 - 開戦時、中将。南遣艦隊司令長官として、マレー作戦のコタバル上陸を指揮。第一機動艦隊兼第三艦隊司令長官としてマリアナ沖海戦、レイテ沖海戦を戦うも敗北。現場を離れ軍令部次長兼海軍大学校長を兼任後、大将に推されるも固辞、中将のまま最後の連合艦隊司令長官となった。
- 大西瀧治郎 - 開戦時、少将。第十一航空艦隊参謀長。真珠湾攻撃の作戦計画では草鹿と共に悲観論を唱えた。フィリピン攻略戦に参加。航空本部出仕となり、中将に昇進。戦局が悪化すると第1航空艦隊司令長官となり、神風特別攻撃隊を創設。軍令部次長就任後も特攻隊を送り出した。玉音放送の翌8月16日、腹を十字に割く割腹自殺を図るも死ねず、最後まで介錯を断り死亡した。
- 角田覚治 - 開戦時、少将。第四航空戦隊司令官として、各地で空襲を指揮した。南太平洋海戦では南雲艦隊の第二航空戦隊を率いてエンタープライズを撃退、ホーネットを撃沈した。中将に昇進後、基地航空部隊である第一航空艦隊司令長官となり、マリアナ諸島に着任。テニアンの戦いで地上戦となり、兵士らと共に戦い戦死した（行方不明）。
- 山本五十六 - 開戦時、大将。連合艦隊司令長官。真珠湾攻撃はじめ、数々の戦闘で連合艦隊を指揮した。ブーゲンビル島上空で、乗機が撃墜され戦死（海軍甲事件）。米側の呼称はヴェンジェンス作戦であり、山本を狙った暗殺であった。若いころから海軍武人であり、日露戦争では東郷平八郎元帥率いる連合艦隊に所属、日本海海戦にも従軍した。「人は動かじ」「男の修行」などの名言を残した。
- 草鹿龍之介（SFC） - 開戦時、少将。第1航空艦隊参謀長。代表的な海軍参謀であり、その後も第三艦隊参謀長、連合艦隊参謀長を歴任し作戦を立案した。玉音放送後、第五航空艦隊司令長官となり、終戦に納得しない若手将兵を抑えた。最終階級は中将。
- 栗田健男 - 開戦時、少将。第七戦隊司令官。各地を転戦し、中将昇進後第三戦隊司令官、第二艦隊司令長官となる。レイテ沖海戦では第二艦隊を率いるが、栗田は敗戦の原因ともされる「謎の反転」を行い、後世に残る論争の的となった（レイテ沖海戦#一時反転も参照）。この敗戦で日本海軍は武蔵他多数の艦船を失った。海軍兵学校長に転身し敗戦を迎えた。
- 五藤存知 - 開戦時、少将。第六戦隊司令官。珊瑚海海戦、第1次ソロモン海戦に参戦。サボ島沖海戦で敵艦船を味方と誤認し砲撃を浴びる。乗艦「青葉」の艦橋に砲弾が命中し両足を吹き飛ばされ戦死した。最後まで同士討ちと信じていたと伝えられる。死後、中将に昇進。
- 木村昌福（SFC） - 開戦時、大佐。鈴谷艦長。少将昇進後、第一水雷戦隊司令官となり、キスカ島撤退作戦を指揮、5千人の日本軍将兵の撤退を成功させた。その後も多号作戦、礼号作戦などを成功させた。終戦時、海軍兵学校教頭、戦後最後の中将に昇進。

PC-9801
提督ではない2名が表記されていたが、SFC版では草鹿龍之介、木村昌福に差し替えられている。
- 吉川潔 - 駆逐艦艦長、中佐。大潮艦長としてバリ島沖海戦で戦果を上げた後、夕立艦長となる。第三次ソロモン海戦で、米艦隊重巡2、軽巡3、駆逐艦8に対し、夕立は単艦で砲戦を挑みその勇気を賞賛された。夕立は大破し、その後大波艦長となりセントジョージ岬沖海戦に参戦、アーレイ・バーク率いる米駆逐艦隊の攻撃を受け、大波は撃沈され生存者は一人もいなかった。死後、駆逐艦長としては異例の2階級特進で少将に昇進した。
- 友永丈一 - 飛龍飛行隊長、大尉。ミッドウェー海戦でミッドウェー島空爆に向かい、乗機が被弾するも、飛龍に帰還後すぐに赤城・加賀らの残存機を集め、被弾した乗機を応急修理・片道燃料のうえで全10機で第二派攻撃を行う。ヨークタウンを発見するも米直掩機の攻撃で被弾、海面墜落直前に魚雷を放った姿が敵味方ともに目撃されている。海戦は大敗北するも、ヨークタウンは沈没した。死後、2階級特進で中佐に昇進した。

## 提督一覧（連合国）
ゲームに搭乗する提督の一覧と概説。名前は作中表記のまま記載。各人物の詳細はリンク先の記事を参照。
- W.F.ハルゼイ - 開戦時、中将。第16任務部隊司令官。第三次ソロモン海戦を指揮し、比叡・霧島を撃沈するなど勝利に導いた。南太平洋方面軍司令官に就任、大将に昇進後、第3艦隊司令官となる。戦後、海軍元帥に任命された。アーレイ・バーク級ミサイル駆逐艦47番艦ハルゼーの艦名となった。
- H.E.キンメル - 開戦時、大将にして太平洋艦隊司令長官。真珠湾攻撃の引責で解任され予備役となった。後任はニミッツ少将が大将に昇格し配属された。
- T.キンケイド - 開戦時、少将。応急修理したエンタープライズを指揮し、第三次ソロモン海戦を戦う。中将に昇進後、第7艦隊司令官となり、ニューギニア戦役、レイテ沖海戦で戦った。大将昇進後に終戦。スプルーアンス級駆逐艦の3番艦キンケイドの艦名となった。
- M.A.ミッチャー - 開戦時、大佐。ホーネット艦長。ドーリットル空襲を指揮し少将に昇進。中将に昇進後、第58任務部隊司令官として終戦まで戦う。戦後、大将に昇進、大西洋艦隊司令長官を務めた。
- C.W.ニミッツ - 開戦時、少将。キンメルが更迭されると太平洋艦隊司令長官を打診され、一度は断るが2階級特進で大将となり長官の任に就く。現場の将校の手腕・分析を信じ太平洋戦争を連合国の勝利に導いた。終戦間際、海軍元帥に昇進。日本本土空襲の際、皇居への攻撃は絶対に行ってはならないと全軍に通達したという。ニミッツ級航空母艦のネームシップとなった。
- R.A.スプルアンス - 開戦時、少将。第5巡洋艦戦隊司令官であったが、ハルゼイが病に倒れると第16任務部隊の代理司令官に指名され、ミッドウェー海戦で日本の空母4隻を沈め勝利に導いた。中将昇進後、第5艦隊司令官となり中部太平洋方面で戦う。大将に昇進しニミッツ元帥の後継として太平洋艦隊司令長官も一時勤めた。スプルーアンス級駆逐艦のネームシップとなり、その後もアーレイ・バーク級ミサイル駆逐艦61番艦スプルーアンスの艦名となった。
- T.V.フィリップス - 開戦時、大将。英国東洋艦隊司令官。東洋艦隊を率いマレー沖海戦を戦うが、旗艦プリンス・オブ・ウェールズと共に戦死した。
- F.J.フレッチャー - 開戦時、少将。ヨークタウンを旗艦とする第17任務部隊を指揮し、珊瑚海海戦、ミッドウェー海戦を戦う。中将に昇進後サラトガ、ワスプ を加えた第61任務部隊を指揮、第二次ソロモン海戦では日本軍に損害を与えるもサラトガは大破、ワスプは沈没しフレッチャーも負傷する。戦後、大将に昇進。スプルーアンス級駆逐艦29番艦フレッチャーの艦名となった。
- W.A.リー - 開戦時、少将。戦艦砲術のエキスパート。第三次ソロモン海戦では第64任務部隊を率い、近藤信竹中将率いる第二艦隊と砲戦、夜戦でレーダー索敵を駆使し霧島を撃沈した。中将に昇進後、マリアナ沖海戦、レイテ沖海戦でも戦艦部隊を率いて戦う。日本が降伏した10日後、戦艦アイオワの艦上で心臓発作により死去。
- D.S.ギャラガン - 開戦時、大佐。サンフランシスコ艦長。少将昇進と同時に第67.4任務群の指揮官となり、第三次ソロモン海戦に参戦、乗艦していたサンフランシスコの艦橋に霧島の砲撃が命中し戦死した。
- F.C.シャーマン - 開戦時、大佐。レキシントン艦長。珊瑚海海戦でレキシントンは沈没する。少将に昇進後、ハルゼー指揮下でサラトガ旗艦第38任務部隊・第58任務部隊の指揮をとり各地を転戦。終戦直前に中将に昇進。第5艦隊司令長官となった。
- C.ドールマン - 開戦時、少将。オランダ海軍の提督。4か国連合艦隊である米英蘭豪連合攻撃部隊（ABDA艦隊）を率い、ジャワ沖海戦、バリ島沖海戦を戦う。スラバヤ沖海戦で旗艦デ・ロイテルと共に沈んだ。オランダ海軍のカレル・ドールマン級フリゲートのネームシップとなった。
- M.B.ブローニング（マイルズ・ブローニング（英語版）） - 開戦時、大佐。エンタープライズ艦長。ハルゼーの参謀長などを務めた。空母における航空戦術に長けていたが、人間性が不評であり更迭の話も上がった。終戦後の1947年に上級少将に昇進した。
- E.J.キング - 開戦時、大将。大西洋艦隊司令長官。開戦後、廃止されていた合衆国艦隊司令長官に任命され、合衆国の全艦隊の指揮権を有したが、従来から海軍制服組トップは海軍作戦部長であり、ツートップとなった部内に混乱が生じた。翌年、合衆国艦隊司令長官兼海軍作戦部長に任命され、終戦まで制服組トップを務めた。戦後、海軍のトップは作戦部長であるべきとし、合衆国艦隊司令長官を廃止し、作戦部長も辞した。
- J.J.クラーク - 開戦時、中佐。ヨークタウン副長。1942年ミッドウェー海戦は勝利するもヨークタウンは沈没した。同年大佐に昇進後、護衛空母スワニー艦長、1943年新造艦エセックス級ヨークタウン艦長、1944年少将に昇進し第13空母任務群司令官に昇進する。戦後も朝鮮戦争で第77任務部隊司令官、1952年中将に昇進し第1艦隊・第7艦隊司令官を歴任した。大将に昇進し退任。チェロキー族出身者で、海軍航空隊のパイロット出身の提督である。ペリー級フリゲート5番艦クラークの艦名となった。
- W.L.アインワース - 開戦時、大佐。ミシシッピ艦長。第67任務部隊等を率いて太平洋各地で戦った。太平洋艦隊の全ての巡洋艦と駆逐艦の司令官となった。最終階級は中将。
- P.ベリンガー
- W.M.フェチェトラー - 開戦時、中佐。大佐に昇進後、人事局副局長を務めた後、インディアナ艦長。1944年少将に昇進、キンケイドの第7艦隊傘下の第77任務部隊司令官としてビアク島の戦いに従事。戦後、中将・大将に昇進し大西洋艦隊司令長官務めた後、シャーマンの死を受けて海軍作戦部長に任命され、朝鮮戦争下の海軍を率いた。
- W.H.ヒル（ハリー・W・ヒル（英語版）） - 開戦時、大佐。海軍作戦部長室で参謀を務め、英国本国艦隊の護送任務でウィチタを指揮した。その後太平洋で戦艦と護衛空母の機動部隊を指揮した。第5水陸両用軍団の司令官としてマリアナ諸島上陸から沖縄戦までを戦った。戦後占領軍第6軍の上陸を指揮。最終階級は大将。スプルーアンス級駆逐艦24番艦ハリー・W・ヒルの艦名となった。
- J.E.フーバー

## 移植版
| No. | タイトル   | 発売日                  | 対応機種                        | 開発元 | 発売元 | メディア                                                           | 型式                                        | 備考 | Ref. |
| --- | ---------- | ----------------------- | ------------------------------- | ------ | ------ | ------------------------------------------------------------------ | ------------------------------------------- | ---- | ---- |
| 1   | 提督の決断 | 1990年4月1日            | FM TOWNS FM-R                   | 光栄   | 光栄   | フロッピーディスク                                                 | FWKN14004                                   |      |      |
| 2   | 提督の決断 | 1990年7月20日           | X68000                          | 光栄   | 光栄   | 5インチフロッピーディスク                                          | KN10051010 KN10061010                       |      |      |
| 3   | 提督の決断 | 1990年11月              | PC-8801 PC-88VA                 | 光栄   | 光栄   | フロッピーディスク                                                 | KN10051030                                  |      |      |
| 4   | 提督の決断 | 1991年3月28日           | MSX2                            | 光栄   | 光栄   | 8メガビットロムカセット                                            | KN10051050 KN10061030                       |      |      |
| 5   | 提督の決断 | 1992年9月24日 1993年8月 | スーパーファミコン メガドライブ | 光栄   | 光栄   | SFC:10メガビット+256キロRAMロムカセット MD:8メガビットロムカセット | SFC: SHVC-TK SNS-TK-USA MD: T-76073 T-76056 |      |      |

MSX2版
- MSX-MUSIC対応。他機種より解像度が若干低いため、同社による他の移植作品同様に一部の表記が簡略化されている（例：正規空母→正空）。BGMはこの頃の特徴としてループ部分が1回のみなど一部簡略化されている他にテンポを速くしてある。ゲームの保存はバッテリーバックアップだが他作品と違い2ヵ所用意されている。当時の光栄作品はROMカートリッジとフロッピーディスク版が別に発売されていた（ROM版が先に発売されるが、やや高価だった）が、この作品に限りROMカートリッジ版しか存在していない。MSXturboRの高速モードに対応。同じ艦隊ゲームの大航海時代とは決定/キャンセルの配置が逆。

FM-TOWNS版
- CD-ROMによる提供。トラック2以降にはサウンドウェアがそのまま入っており、ゲーム中のBGMのうち、オープニングではオーケストラアレンジ版が使われる。このCD-DAトラックはFM-TOWNSもしくはCDプレイヤーで再生することが可能。

PC-8801版
- 慰労コマンドの中に「慰撫」コマンドが存在する。このコマンドには芸者遊びのグラフィックが別途用意されていた。

海賊版
- FC版(決戰太平洋・大航海VII)　外星科技から1996年（提督の決断IIIが中国にて抗議が起こった年）に発売された。移植度はかなり頑張っているが、他の光栄移植作品同様にファミコンのスペック上の問題や中国の政治情勢の影響で一部の機能が簡略化されている。提督の決断IIIが中国での抗議が起こった年（1996年）の時に発売されたので、説明書とゲーム中では一部違う所がある。ストーリーは近未来の架空戦記になり、ゲーム中は1941年が2041年になっていたり(説明書ではXXXX年)、ゲーム中は架空の軍隊（拉盟軍隊・那沙軍隊）に変更している。(説明書では倭国(日本の別の言い方)、美国(アメリカ)と書かれている。また、人物・艦種の名前も変更されている。(艦種の名前は実在の物もある) 興味深いことに、中国製であるにも関わらず文章が簡体字混ざりの繁体字になっている[5]。
- MD版の非公式簡体字中国語版(太平洋争霸战)　FC移植版と違い、こちらは文章の改変がない[6]。

## 音楽
本作の音楽は、作曲家の宮川泰が担当した。戦闘時には、同じく宮川による『宇宙戦艦ヤマトシリーズ』を彷彿とさせる曲、日本の母港である呉に第一艦隊が帰港しているときのBGMはまさに母港を意識させる郷愁ある曲など、現在ほどゲームミュージック作曲者の専業化が進んでいなかった当時においては特徴的な作曲がされており、「ログイン」（アスキー）などのゲーム雑誌などの記事で好評を博した。
サウンドトラック
- 提督の決断 H29E-20006
- 光栄オリジナルBGM集Vol.6 提督の決断/スーパー大航海時代II  KECH-1031（※スーパーファミコン音源をそのまま使用）

## 評価
スーパーファミコン版
- ゲーム誌『ファミコン通信』の「クロスレビュー」では、6・4・5・5の合計20点（満40点）となっており[9]、レビュアーは時々刻々と推移する戦況を見ているだけでダイナミックな演出に思わず興奮できるがコマンド面はリアルでマニアックでそれぞれの意味を覚えるだけで疲れる、戦闘を自動にもできるが途中でマニュアルに戻せない、プレイヤーの意志によって動くが基本的には暇で疎外感がある、スケールが巨大でメモをしていないと覚えられない、戦争の知識がある程度ないと辛く信長の野望や大戦略ほど門戸は広くないとした[11]。

- ゲーム誌『ファミリーコンピュータMagazine』の読者投票による「ゲーム通信簿」での評価は以下の通り、20.28点（満30点）となっている[1]。この得点はスーパーファミコン全ソフトの中で177位（323本中、1993年時点）となっている[1]。

| 項目 | キャラクタ | 音楽 | 操作性 | 熱中度 | お買得度 | オリジナリティ | 総合  |
| 得点 | 3.35       | 3.44 | 3.35   | 3.70   | 3.04     | 3.39           | 20.28 |

メガドライブ版
- 1993年にアメリカ合衆国のゲーム誌『Computer Gaming World』は「普段はビデオゲームをプレイしない戦略ウォーゲーマーのコアグループ」に適した本作のメガドライブ版に好意的だった。「不十分な」ドキュメンテーションを批判しつつ、ランダム化されたキャンペーンは「200 - 300時間のプレイ時間は他の比較的高価なカートリッジよりも長い」とし、同誌は「本作はビデオゲームの新しいトレンドを確立する」と肯定的に結論付けた[12]。
- ゲーム誌『ファミコン通信』の「クロスレビュー」では、6・5・5・5の合計21点（満40点）となっており[10]、レビュアーはSFC版と同内容で画面はのっぺりで雰囲気はショぼいがスピードが速い、魅力的な部分は多いが大層複雑でゲームにのめり込めるまでは結構根気が必要でそれがあるなら満足できるゲーム、SFC版と同じく同盟国の戦闘シーンをずっと見せられてしまうのはどうかと思うとした[11]。

- ゲーム誌『メガドライブFAN』の読者投票による「ゲーム通信簿」での評価は以下の通り、20.78点（満30点）となっている[3]。

| 項目 | キャラクタ | 音楽 | 操作性 | 熱中度 | お買得度 | オリジナリティ | 総合  |
| 得点 | 3.70       | 3.41 | 3.19   | 3.70   | 2.89     | 3.89           | 20.78 |